# Pokochała Toma Gordona
Dziewczyna, która pokochała Toma Gordona – powieść Stephena Kinga z 1999, wydana w Polsce przez wydawnictwo Prószyński i S-ka w tym samym roku, a następnie wznowiona w roku 2008.

## Zarys fabuły
Główną bohaterką powieści jest dziewięcioletnia dziewczynka, Trisha McFarland. Podczas wycieczki z matką i bratem Szlakiem Appalachów oddala się za potrzebą od szlaku i gubi drogę. Błądząc, oddala się coraz bardziej od terenów zamieszkanych. Jej jedynym kontaktem z cywilizacją jest walkman z radiem, dzięki któremu słucha meczów drużyny baseballowej Red Sox, w której występuje jej ulubiony zawodnik Tom Gordon.
W czasie wielodniowej samotnej wędrówki Trisha walczy z głodem, przerażeniem i upiornymi tworami własnej wyobraźni.